# Ramsey (Wyspa Man)
Ramsey (manx Rhumsaa) – miasto na północnym wybrzeżu wyspy Man nad zatoką Ramsey Bay; port morski; 7398 mieszkańców (2008). Trzecie co do wielkości miasto wyspy.
W mieście znajduje się stadion Ballacloan Stadium.